# Auxiliadora Honorato
María Auxiliadora Honorato Chulián, née le 30 novembre 1974, est une femme politique espagnole membre de Podemos.
Elle est élue députée de la circonscription de Séville lors des élections générales de décembre 2015.

## Biographie

### Vie privée
Elle est célibataire.

### Études et profession
Elle réalise ses études à l'université de Séville où elle obtient une licence en droit en 1999. En 2002, elle réussit le concours du Corps supérieur des administrateurs généraux de la Junte d'Andalousie et devient fonctionnaire. Entre 2006 et 2013, elle décroche une licence en anthropologie sociale et culture de l'université nationale d'enseignement à distance (UNED).

### Activités politiques
Elle conduit la liste du parti des anticapitalistes dans la circonscription de Séville lors des élections générales de novembre 2011 mais n'est pas élue,. Elle intègre le mouvement des Indignés puis rejoint Podemos. Lors de la première assemblée citoyenne du parti, en novembre 2014, elle est élue conseillère citoyenne nationale — le parlement du parti — et secrétaire à l'Action institutionnelle au sein de la direction de Pablo Iglesias.
Elle est investie en deuxième position sur la liste du secrétaire nationale à l'Organisation, Sergio Pascual, dans la circonscription de Séville à l'occasion des élections générales de décembre 2015. Elle obtient un mandat de député après que la liste a remporté deux des douze mandats en jeu dans la démarcation électorale. Elle est alors membre de la commission du Règlement et siège comme porte-parole de la commission des Finances et des Administrations publiques. Elle est, en outre, membre titulaire de la députation permanente.
De nouveau candidate lors des élections législatives de juin 2016, elle est réélue au palais des Cortes sous les sigles d'Unidos Podemos, une liste d'union entre Podemos et Izquierda Unida. Elle est rétrogradée porte-parole adjointe à la commission des Finances et de la Fonction publique et membre suppléante de la députation permanente. Elle est aussi membre de la commission pour la qualité démocratique et contre la corruption.